# Kostel Panny Marie (Negombo)
Kostel Panny Marie je význačná stavba, římskokatolický chrám v srdci Negomba. Je to jedna z největších církevních staveb na Srí Lance. Kostel Panny Marie se nachází na ulici Grand Street v centru Negomba.
Negombo bylo široce ovlivněno křesťanskou vírou od doby, kdy bylo okupováno Portugalci. Často se mu říká „Malý Řím“ vzhledem k velkému počtu kostelů ve městě.

## Historie
Stavba kostela byla zahájena v roce 1874 a dokončena po dlouhé přestávce v roce 1922. Umění a architektura tohoto kostela a několika podobných dalších kostelů na Srí Lance demonstrují kulturní sloučení evropské praxe se srílanským uměním a architekturou během prvních let 20. století.
Kostel byl postaven v neoklasicistním stylu se sloupy a prostými zdmi. Jeho stropy jsou vymalovány alabastrovými obrazy mnoha světců. Stěny v horní úrovni jsou upevněny sochami křesťanských světců. Unikátní malby o životě Krista na stropě vytvořil M. S. Godamanne, místní buddhistický malíř. Krása maleb na hlavní lodi je popisována jako „ohromující“. Zůstavitel zaplatil náklady na jeden z oltářů, který byl dovezen z Evropy.

## Galerie

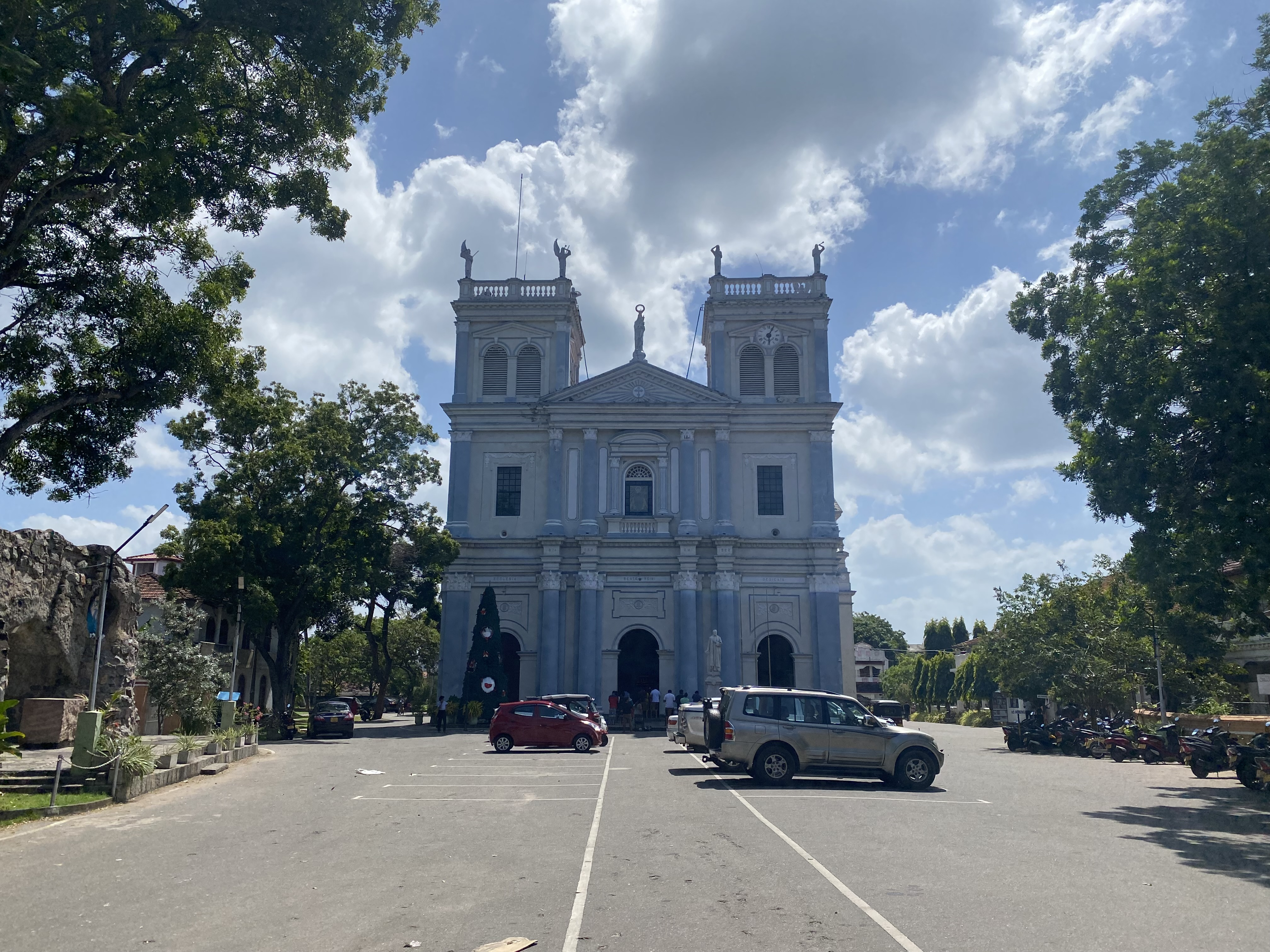
Kostel Panny Marie (2024)
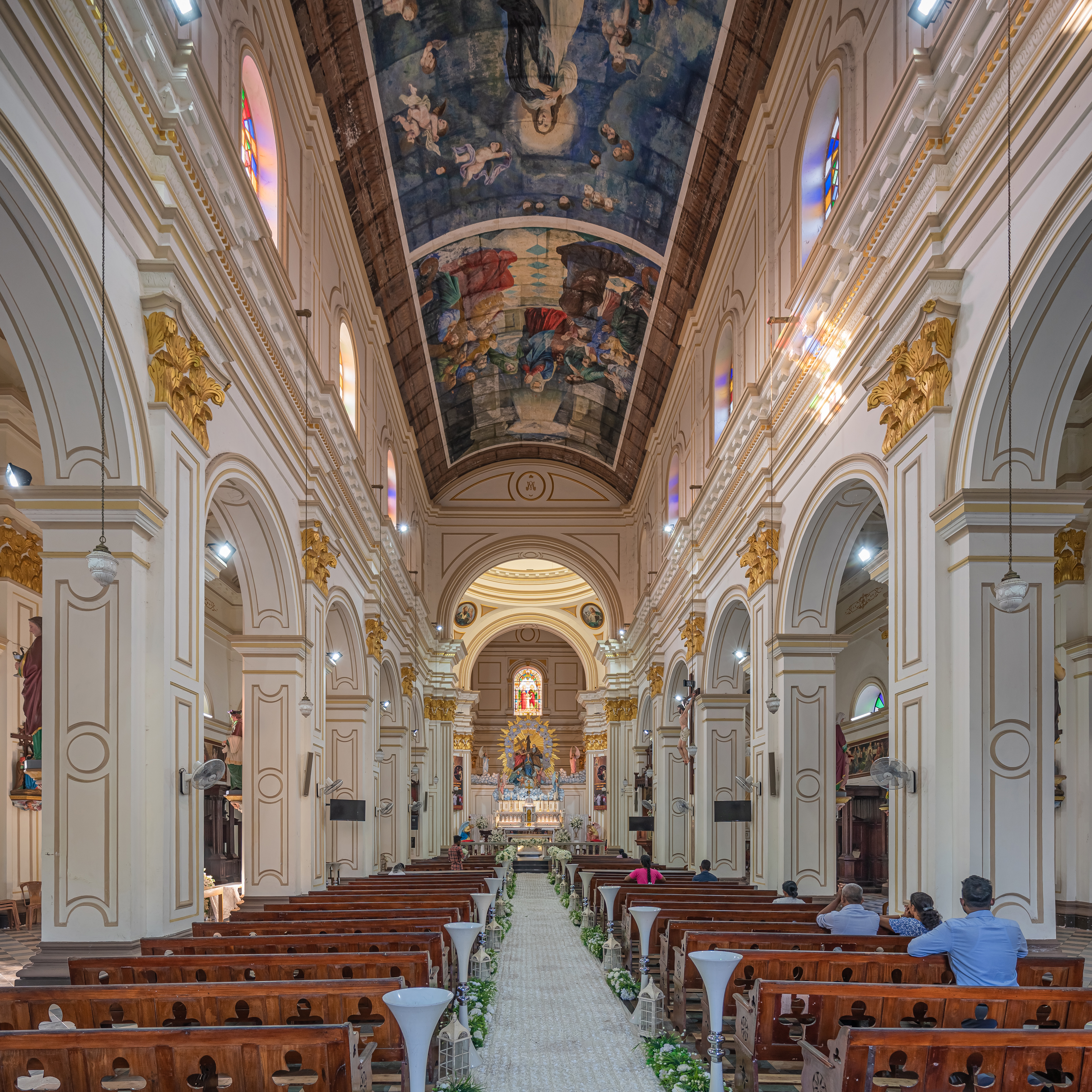
Interiér kostela
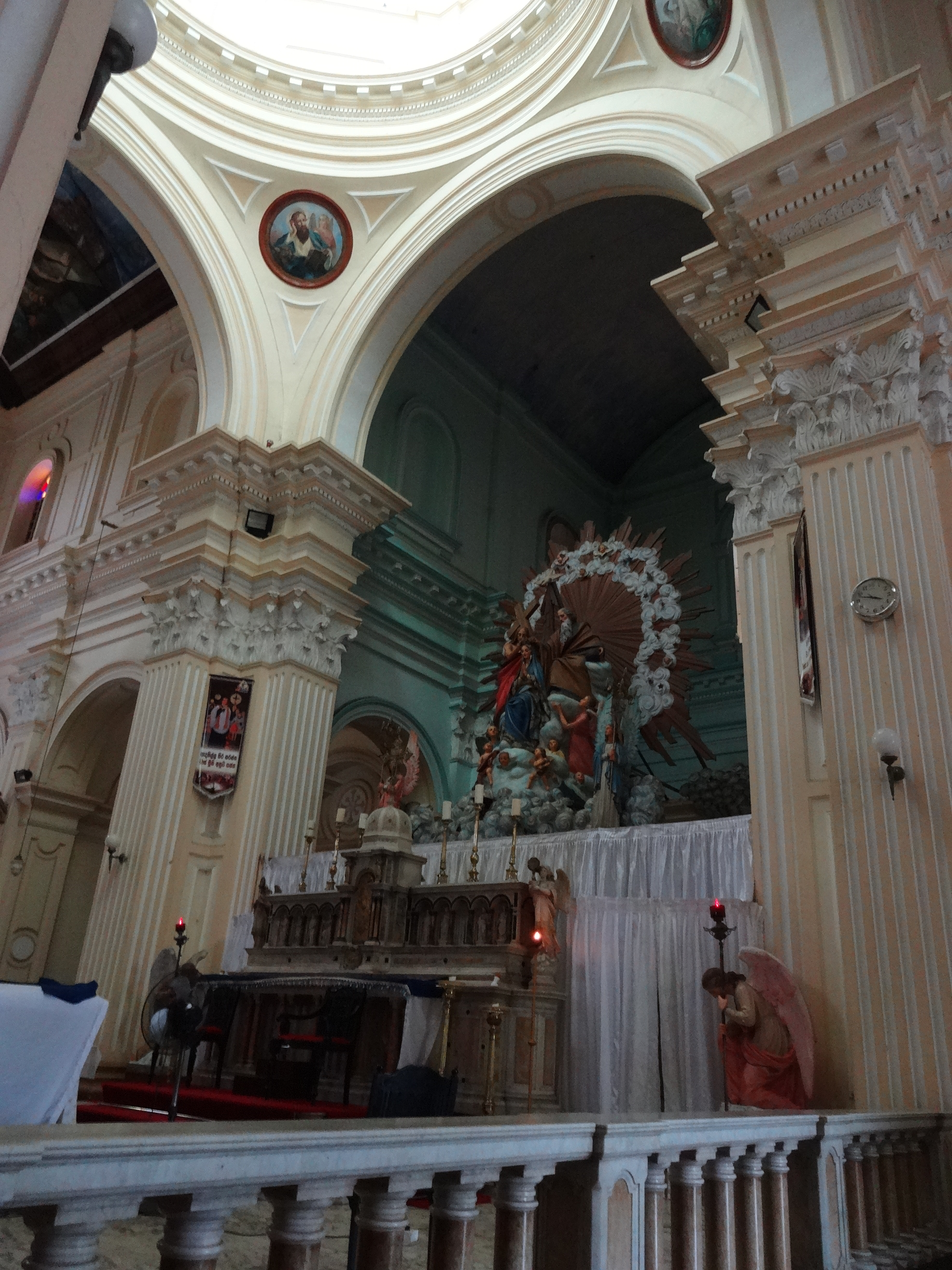
Socha Panny Marie Negombské s Nejsvětější Trojicí